# Sergio Litvak
Sergio Litvak Lijavetzky (en ucraniano: Сергій Літвяк; Chile, 17 de octubre de 1927-15 de diciembre de 1987 fue un futbolista profesional chileno. Jugaba de portero y formó parte del plantel campeón de Universidad Católica en 1954.

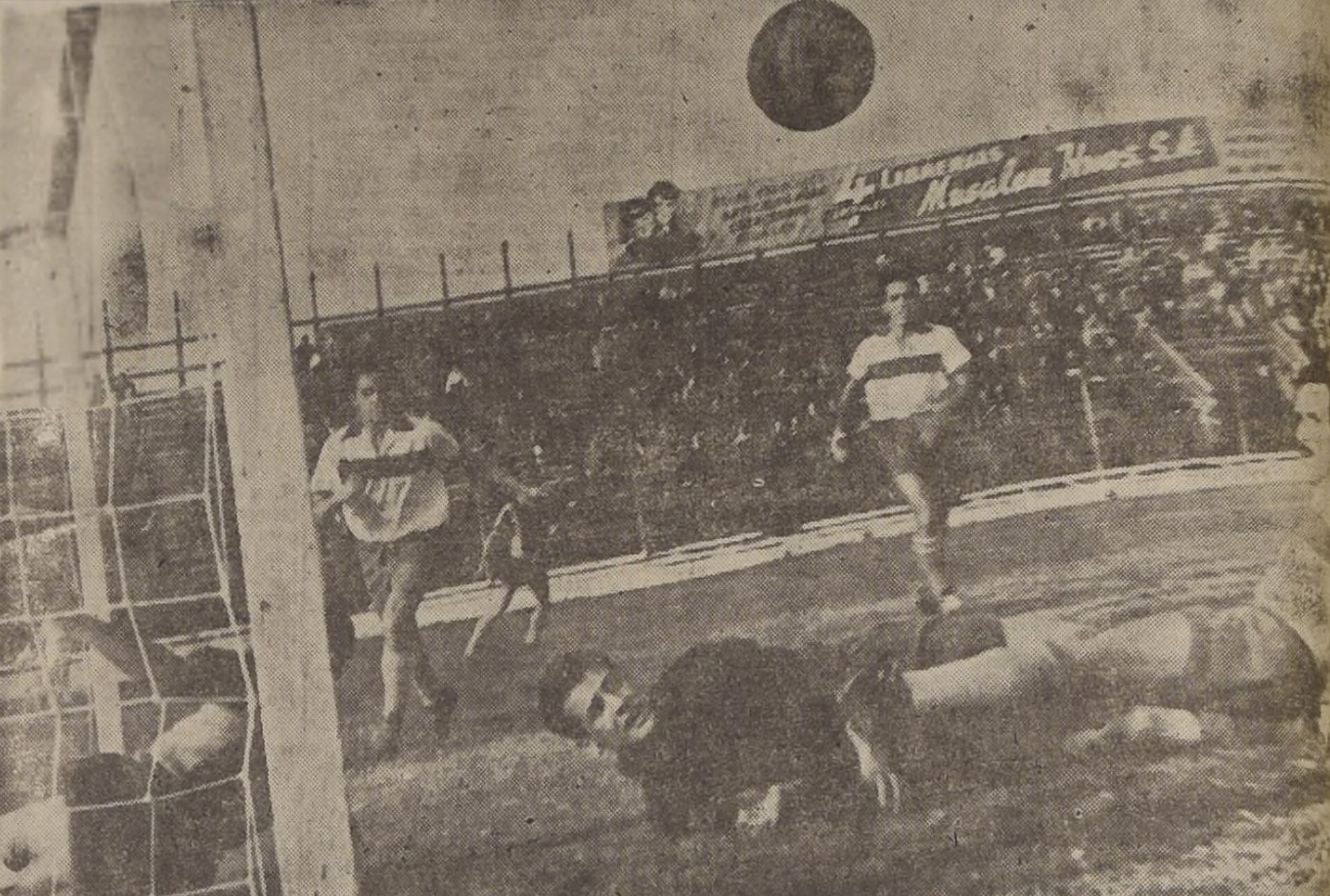
El portero Sergio Litvak despejando un ataque en la final del Torneo de Consuelo 1949.

Estudió ingeniería en la Pontificia Universidad Católica de Chile. Su primer logro en el fútbol se produjo en la final del Torneo de Consuelo 1949, en la cual Universidad Católica se impuso por 3:2 a Badminton.
En 1954 fue figura en el duelo definitivo por el título contra Colo-Colo, partido en el cual reemplazó a Sergio Livingstone. En Universidad Católica, compartió con jugadores de gran categoría como Miguen Ángel Montuori, Andrés Prieto y Hernán Carvallo. Con la selección de fútbol de Chile participó en los Juegos Olímpicos de 1952.

## Clubes
| Club                 | País    | Año       |
| -------------------- | ------- | --------- |
| Emelec               | Ecuador | 1947-1951 |
| Universidad Católica | Chile   | 1952-1957 |

## Palmarés

### Torneos nacionales de reservas
| Título             | Equipo               | País  | Año  |
| ------------------ | -------------------- | ----- | ---- |
| Torneo de Reservas | Universidad Católica | Chile | 1951 |

### Torneos complementarios oficiales
| Título                          | Equipo               | País  | Año  |
| ------------------------------- | -------------------- | ----- | ---- |
| Torneo de Consuelo del Apertura | Universidad Católica | Chile | 1949 |

### Torneos nacionales oficiales
| Título           | Equipo               | País  | Año  |
| ---------------- | -------------------- | ----- | ---- |
| Primera División | Universidad Católica | Chile | 1954 |